# Kendall Waston
Kendall Jamaal Waston Manley (San José, 1988. január 1. –) costa rica-i válogatott labdarúgó, aki 2021 óta a Saprissa játékosa.

## Pályafutása

### Klubcsapatokban
A Saprissa csapatában nevelkedett és itt lett profi játékos is. Mielőtt küldöldre került kölcsönben Nacional csapatához 2008 februárjában szerepelt szintén kölcsön a Carmelita együttesénél. 2010 márciusában hat hónapra kölcsönbe került a Puerto Ricó-i Bayamón csapatához, majd megfordult a UCR és a Pérez Zeledón csapatainál is. 2014. augusztus 8-án a Vancouver Whitecaps bejelentette, hogy szerződtette. 2018. december 11-én bejelentették, hogy a Cincinnati csapatában folytatja. 2021 januárjában visszatért a Saprissa csapatához.

### A válogatottban
Részt vett a 2007-es U20-as labdarúgó-világbajnokságon, az F csoportból nem jutottak tovább. 2013. május 28-án mutatkozott be a válogatottban Kanada elleni felkészülési mérkőzésen. Részt vett a felnőtt válogatott tagjaként a 2013-as, a 2015-ös és a 2017-es CONCACAF-aranykupán, valamint a 2016-os Copa Américán. Bekerült a 2018-as labdarúgó-világbajnokságra utazó keretbe.

## Sikerei, díjai
- Saprissa
  - Costa Rica-i bajnok (Clausura): 2014, 2021
  - Costa Rica-i bajnok (Apertura): 2014

- Vancouver Whitecaps
  - Kanadai kupagyőztes: 2015